# Üzbegisztán a 2004. évi nyári olimpiai játékokon
Üzbegisztán a görögországi Athénban megrendezett 2004. évi nyári olimpiai játékok egyik részt vevő nemzete volt. Az országot az olimpián 14 sportágban 69 sportoló képviselte, akik összesen 5 érmet szereztek.

## Érmesek
| Érem  | Versenyző               | Sportág   | Versenyszám               |
| ----- | ----------------------- | --------- | ------------------------- |
| Arany | Aleksandr Dokturishvili | Birkózás  | Férfi kötöttfogás, 74 kg  |
| Arany | Artur Taymazov          | Birkózás  | Férfi szabadfogás, 120 kg |
| Ezüst | Magamed Ibragimov       | Birkózás  | Férfi szabadfogás, 96 kg  |
| Bronz | Baxodirjon Sultonov     | Ökölvívás | Harmatsúly                |
| Bronz | Utkirbek Haydarov       | Ökölvívás | Félnehézsúly              |

## Asztalitenisz
Női
| Versenyző         | Versenyszám | 64-es főtábla                                | 48-as főtábla     | 32-es főtábla     | Nyolcaddöntő      | Negyeddöntő       | Elődöntő          | Döntő             | Helyezés |
| Versenyző         | Versenyszám | Ellenfél Eredmény                            | Ellenfél Eredmény | Ellenfél Eredmény | Ellenfél Eredmény | Ellenfél Eredmény | Ellenfél Eredmény | Ellenfél Eredmény | Helyezés |
| ----------------- | ----------- | -------------------------------------------- | ----------------- | ----------------- | ----------------- | ----------------- | ----------------- | ----------------- | -------- |
| Manzura Inoyatova | Egyes       | Fazekas Mária (HUN) · 6-11, 7-11, 3-11, 7-11 | kiesett           | kiesett           | kiesett           | kiesett           | kiesett           | kiesett           | 49.      |

## Atlétika
Férfi
| Versenyző       | Versenyszám | Előfutam | Előfutam | Előfutam | Elődöntő | Elődöntő | Elődöntő | Döntő   | Döntő    |
| Versenyző       | Versenyszám | Idő      | Hely.    | Össz.    | Idő      | Hely.    | Össz.    | Idő     | Helyezés |
| --------------- | ----------- | -------- | -------- | -------- | -------- | -------- | -------- | ------- | -------- |
| Erkinyon Isakov | 800 m       | 1:48,28  | 8.       | 54.      | kiesett  | kiesett  | kiesett  | kiesett | kiesett  |

| Versenyző     | Versenyszám   | Selejtező | Selejtező | Döntő    | Döntő    |
| Versenyző     | Versenyszám   | Eredmény  | Helyezés  | Eredmény | Helyezés |
| ------------- | ------------- | --------- | --------- | -------- | -------- |
| Sergey Voynov | Gerelyhajítás | 74,68 m   | 24.       | kiesett  | kiesett  |

| Versenyző      | Versenyszám | 100 m | 100 m | Távolugrás            | Távolugrás            | Súlylökés | Súlylökés | Magasugrás | Magasugrás | 400 m | 400 m | 110 m gát | 110 m gát | Diszkoszvetés | Diszkoszvetés | Rúdugrás | Rúdugrás | Gerelyhajítás    | Gerelyhajítás    | 1500 m           | 1500 m           | Végeredmény   | Végeredmény   |
| Versenyző      | Versenyszám | Idő   | Pont  | Eredmény              | Pont                  | Eredmény  | Pont      | Eredmény   | Pont       | Idő   | Pont  | Idő       | Pont      | Eredmény      | Pont          | Eredmény | Pont     | Eredmény         | Pont             | Idő              | Pont             | Pont          | Helyezés      |
| -------------- | ----------- | ----- | ----- | --------------------- | --------------------- | --------- | --------- | ---------- | ---------- | ----- | ----- | --------- | --------- | ------------- | ------------- | -------- | -------- | ---------------- | ---------------- | ---------------- | ---------------- | ------------- | ------------- |
| Pavel Andreev  | Tízpróba    | 11,29 | 797   | érvényes ugrás nélkül | érvényes ugrás nélkül | 14,30 m   | 747       | 200 cm     | 803        | 51,64 | 741   | 15,54     | 785       | 41,89 m       | 703           | 490 cm   | 880      | nem állt rajthoz | nem állt rajthoz | nem állt rajthoz | nem állt rajthoz | nem ért célba | nem ért célba |
| Vitaly Smirnov | Tízpróba    | 10,89 | 885   | 707 cm                | 830                   | 13,88 m   | 721       | 194 cm     | 749        | 49,11 | 856   | 14,77     | 878       | 42,47 m       | 715           | 470 cm   | 819      | 60,88 m          | 751              | 4:23,31          | 789              | 7993          | 17.           |

Női
| Versenyző         | Versenyszám | Előfutam | Előfutam | Előfutam | Negyeddöntő | Negyeddöntő | Negyeddöntő | Elődöntő | Elődöntő | Elődöntő | Döntő   | Döntő    |
| Versenyző         | Versenyszám | Idő      | Hely.    | Össz.    | Idő         | Hely.       | Össz.       | Idő      | Hely.    | Össz.    | Idő     | Helyezés |
| ----------------- | ----------- | -------- | -------- | -------- | ----------- | ----------- | ----------- | -------- | -------- | -------- | ------- | -------- |
| G'ozal Xubbiyeva  | 100 m       | 11,31    | 4.       | 19.*     | 11,35       | 6.          | 19.         | kiesett  | kiesett  | kiesett  | kiesett | kiesett  |
| Lyubov Perepelova | 100 m       | 11,30    | 3.       | 17.*     | 11,26       | 4.          | 13.         | 11,40    | 8.       | 16.      | kiesett | kiesett  |
| Lyubov Perepelova | 200 m       | 24,10    | 5.       | 39.      | kiesett     | kiesett     | kiesett     | kiesett  | kiesett  | kiesett  | kiesett | kiesett  |
| Zamira Amirova    | 400 m       | 54,43    | 7.       | 37.      |             |             |             | kiesett  | kiesett  | kiesett  | kiesett | kiesett  |

| Versenyző             | Versenyszám   | Selejtező | Selejtező | Döntő    | Döntő    |
| Versenyző             | Versenyszám   | Eredmény  | Helyezés  | Eredmény | Helyezés |
| --------------------- | ------------- | --------- | --------- | -------- | -------- |
| Anastasiya Juravlyova | Távolugrás    | 639 cm    | 26.       | kiesett  | kiesett  |
| Anastasiya Juravlyova | Hármasugrás   | 13,64 m   | 27.       | kiesett  | kiesett  |
| Olga Shchukina        | Súlylökés     | kizárták  | kizárták  | kizárták | kizárták |
| Liliya Dusmetova      | Gerelyhajítás | 52,46 m   | 38.       | kiesett  | kiesett  |

* - egy másik versenyzővel azonos időt ért el

## Birkózás

### Férfi
Kötöttfogású
| Versenyző               | Versenyszám | Csoportkör                                                                                             | Csoportkör | Negyeddöntő       | Elődöntő                           | Bronz- mérkőzés   | Döntő                          | Helyezés |
| Versenyző               | Versenyszám | Ellenfél Eredmény                                                                                      | Hely.      | Ellenfél Eredmény | Ellenfél Eredmény                  | Ellenfél Eredmény | Ellenfél Eredmény              | Helyezés |
| ----------------------- | ----------- | --- | ---------- | ----------------- | ---------------------------------- | ----------------- | ------------------------------ | -------- |
| Aleksandr Dokturishvili | 74 kg       | F csoport · Berzicza Tamás (HUN) · 4-2 · Aléxiosz Kolicópulosz (GRE) · 8-4 · Vüqar Aslanov (AZE) · 4-0 | 1.         |                   | Vartyeresz Szamurgasev (RUS) · 5-2 |                   | Marko Yli-Hannukse (FIN) · 4-1 |          |
| Aleksey Cheglakov       | 96 kg       | E csoport · Mehmet Özal (TUR) · 0-3 · Igors Kostins (LAT) · 3-2                                        | 2.         | kiesett           | kiesett                            | kiesett           | kiesett                        | 14.      |

Szabadfogású
| Versenyző          | Versenyszám | Csoportkör                                                                                 | Csoportkör | Negyeddöntő                           | Elődöntő                    | Bronz- mérkőzés   | Döntő                           | Helyezés |
| Versenyző          | Versenyszám | Ellenfél Eredmény                                                                          | Hely.      | Ellenfél Eredmény                     | Ellenfél Eredmény           | Ellenfél Eredmény | Ellenfél Eredmény               | Helyezés |
| ------------------ | ----------- | ------------------------------------------------------------------------------------------ | ---------- | ------------------------------------- | --------------------------- | ----------------- | ------------------------------- | -------- |
| Dilshod Mansurov   | 55 kg       | F csoport · Mavlet Batirov (RUS) · 1-3 · Bashir Rahmati (AFG) · 11-0                       | 2.         | kiesett                               | kiesett                     | kiesett           | kiesett                         | 10.      |
| Damir Zakhartdinov | 60 kg       | F csoport · Csong Jongho (KOR) · TUS · Inoue Kendzsi (JPN) · 3-2 · Lubos Cikel (AUT) · 5-6 | 3.         | kiesett                               | kiesett                     | kiesett           | kiesett                         | 9.       |
| Artur Tavkazakhov  | 66 kg       | F csoport · Mahacs Murtazalijev (RUS) · 2-8 · Alirezá Dabir (IRI) · 5-4                    | 2.         | kiesett                               | kiesett                     | kiesett           | kiesett                         | 13.      |
| Magamed Ibragimov  | 96 kg       | B csoport · Alekszej Krupnyakov (KGZ) · 3-0 · Kraszimir Kocsev (BUL) · 4-0                 | 1.         | Vang Jüan-jüan (CHN) · 4-1            | Alirezá Hejdari (IRI) · 6-4 |                   | Hadzsimurat Gacalov (RUS) · 1-4 |          |
| Artur Taymazov     | 120 kg      | A csoport · Marek Garmulewicz (POL) · 10-0 · Pálvinder Szingh Csíma (IND) · 10-0           | 1.         | Kuramagomed Kuramagomedov (RUS) · 7-3 | Aydın Polatçı (TUR) · 3-0   |                   | Alirezá Rezáji (IRI) · TUS      |          |

## Cselgáncs
Férfi
| Versenyző            | Versenyszám | Selejtező         | 32-es főtábla                          | Nyolcaddöntő                       | Negyeddöntő       | Elődöntő          | Vigaszág első kör | Vigaszág negyeddöntő | Vigaszág elődöntő | Bronz- mérkőzés   | Döntő             | Helyezés    |
| Versenyző            | Versenyszám | Ellenfél Eredmény | Ellenfél Eredmény                      | Ellenfél Eredmény                  | Ellenfél Eredmény | Ellenfél Eredmény | Ellenfél Eredmény | Ellenfél Eredmény    | Ellenfél Eredmény | Ellenfél Eredmény | Ellenfél Eredmény | Helyezés    |
| -------------------- | ----------- | ----------------- | -------------------------------------- | ---------------------------------- | ----------------- | ----------------- | ----------------- | -------------------- | ----------------- | ----------------- | ----------------- | ----------- |
| Sanjar Zokirov       | Légsúly     |                   | Reváz Zintirídisz (GRE) · 0000-1011    | kiesett                            | kiesett           | kiesett           |                   |                      |                   |                   |                   | helyezetlen |
| Muratbek Kalikulov   | Harmatsúly  |                   | Miloš Mijalković (SCG) · 0100-0101     | kiesett                            | kiesett           | kiesett           |                   |                      |                   |                   |                   | helyezetlen |
| Egamnazar Akbarov    | Könnyűsúly  |                   | Bernard Etoga (CMR) · 0000-0011        | kiesett                            | kiesett           | kiesett           |                   |                      |                   |                   |                   | helyezetlen |
| Ramziddin Sayidov    | Váltósúly   |                   | Szjarhej Sundzikav (BLR) · 0011-1111   | kiesett                            | kiesett           | kiesett           |                   |                      |                   |                   |                   | helyezetlen |
| Vyacheslav Pereteyko | Középsúly   |                   | Dionísziosz Iliádisz (GRE) · 0000-1000 | kiesett                            | kiesett           | kiesett           |                   |                      |                   |                   |                   | helyezetlen |
| Abdullo Tangriyev    | Nehézsúly   |                   | Mathieu Bataille (FRA) · 1120-0001     | Indrek Pertelson (EST) · 0010-0021 | kiesett           | kiesett           |                   |                      |                   |                   |                   | helyezetlen |

## Evezés
Férfi
| Versenyző                          | Versenyszám              | Előfutam | Előfutam | Vigaszág | Vigaszág | Elődöntő | Elődöntő | Elődöntő | Döntő   | Döntő   | Döntő   | Helyezés |
| Versenyző                          | Versenyszám              | Idő      | Hely.    | Idő      | Hely.    | Típus    | Idő      | Hely.    | Típus   | Idő     | Hely.   | Helyezés |
| ---------------------------------- | ------------------------ | -------- | -------- | -------- | -------- | -------- | -------- | -------- | ------- | ------- | ------- | -------- |
| Vladimir Chernenko                 | Egypárevezős             | 7:38,27  | 3.       | 7:13,43  | 3.       | D/E      | 7:13,21  | 3.       | D       | 7:23,56 | 6.      | 24.      |
| Sergey Bogdanov Ruslan Naurzaliyev | Könnyűsúlyú kétpárevezős | 6:52,34  | 5.       | 6:45,69  | 4.       | C/D      | 6:45,47  | 5.       | kiesett | kiesett | kiesett | kiesett  |

Női
| Versenyző      | Versenyszám  | Előfutam | Előfutam | Vigaszág | Vigaszág | Elődöntő | Elődöntő | Elődöntő | Döntő | Döntő   | Döntő | Helyezés |
| Versenyző      | Versenyszám  | Idő      | Hely.    | Idő      | Hely.    | Típus    | Idő      | Hely.    | Típus | Idő     | Hely. | Helyezés |
| -------------- | ------------ | -------- | -------- | -------- | -------- | -------- | -------- | -------- | ----- | ------- | ----- | -------- |
| Yelena Usarova | Egypárevezős | 8:32,56  | 6.       | 8:06,11  | 5.       | C/D      | 8:34,04  | 6.       | D     | 8:09,92 | 5.    | 23.      |

## Kajak-kenu

### Síkvízi
Férfi
| Versenyző                                                      | Versenyszám         | Előfutam | Előfutam | Előfutam | Elődöntő | Elődöntő | Elődöntő | Döntő   | Döntő    |
| Versenyző                                                      | Versenyszám         | Idő      | Hely.    | Össz.    | Idő      | Hely.    | Össz.    | Idő     | Helyezés |
| -------------------------------------------------------------- | ------------------- | -------- | -------- | -------- | -------- | -------- | -------- | ------- | -------- |
| Anton Ryakhov                                                  | Kajak egyes 500 m   | 1:42,253 | 6.       | 21.      | 1:40,737 | 5.       | 9.       | kiesett | kiesett  |
| Danila Turchin                                                 | Kajak egyes 1000 m  | 3:48,140 | 8.       | 24.      | kiesett  | kiesett  | kiesett  | kiesett | kiesett  |
| Aleksey Babdazhanov Sergey Borzov                              | Kajak kettes 500 m  | 1:34,782 | 7.       | 17.      | 1:33,654 | 6.       | 12.      | kiesett | kiesett  |
| Danila Turchin Mikhail Tarasov                                 | Kajak kettes 1000 m | 3:24,031 | 8.       | 16.      | kiesett  | kiesett  | kiesett  | kiesett | kiesett  |
| Aleksey Babdazhanov Dmitry Strykov Sergey Borzov Anton Ryakhov | Kajak négyes 1000 m | 3:01,446 | 5.       | 10.      | 2:56,594 | 4.       | 4.       | kiesett | kiesett  |

Női
| Versenyző      | Versenyszám       | Előfutam | Előfutam | Előfutam | Elődöntő | Elődöntő | Elődöntő | Döntő   | Döntő    |
| Versenyző      | Versenyszám       | Idő      | Hely.    | Össz.    | Idő      | Hely.    | Össz.    | Idő     | Helyezés |
| -------------- | ----------------- | -------- | -------- | -------- | -------- | -------- | -------- | ------- | -------- |
| Yuliya Borzova | Kajak egyes 500 m | 1:56,586 | 6.       | 14.      | 1:59,560 | 6.       | 14.      | kiesett | kiesett  |

## Kerékpározás

### Országúti kerékpározás
Férfi
| Versenyző      | Versenyszám   | Idő             | Helyezés |
| -------------- | ------------- | --------------- | -------- |
| Sergey Lagutin | Mezőnyverseny | 5:50:35 (+8:51) | 59.      |

## Ökölvívás
| Versenyző            | Versenyszám     | Selejtező                   | Nyolcaddöntő                        | Negyeddöntő                         | Elődöntő                           | Döntő             | Helyezés |
| Versenyző            | Versenyszám     | Ellenfél Eredmény           | Ellenfél Eredmény                   | Ellenfél Eredmény                   | Ellenfél Eredmény                  | Ellenfél Eredmény | Helyezés |
| -------------------- | --------------- | --------------------------- | ----------------------------------- | ----------------------------------- | ---------------------------------- | ----------------- | -------- |
| To'lashboy Doniyorov | Légsúly         | Violito Payla (PHI) · 36-26 | Ron Siler (USA) · 45-22             | Jérôme Thomas (FRA) · 16-25         | kiesett                            | kiesett           | 5.       |
| Baxodirjon Sultonov  | Harmatsúly      |                             | Andrzej Liczik (POL) · RSC          | Andrew Kooner (CAN) · 44-32         | Guillermo Rigondeaux (CUB) · 13-27 | kiesett           |          |
| Bekzod Khidirov      | Pehelysúly      | Sohail Ahmed (PAK) · RSC    | Galib Zsafarov (KAZ) · 22-40        | kiesett                             | kiesett                            | kiesett           | 9.       |
| Dilshod Maxmudov     | Kisváltósúly    |                             | Alessandro de Matos (BRA) · 26-16   | Yudel Johnson (CUB) · 28-32         | kiesett                            | kiesett           | 5.       |
| Sherzod Khusanov     | Váltósúly       | Jean Prada (VEN) · 33-20    | Bülent Ulusoy (TUR) · 23-9          | Oleg Szaitov (RUS) · 14-22          | kiesett                            | kiesett           | 5.       |
| Sherzod Abdurahmonov | Középsúly       | Sedat Üstüner (TUR) · 34-16 | Gajdarbek Gajdarbekov (RUS) · 19-33 | kiesett                             | kiesett                            | kiesett           | 9.       |
| Utkirbek Haydarov    | Félnehézsúly    | Isaac Ekpo (NGR) · 21-11    | Abd el-Háni Kenszi (ALG) · 31-19    | İhsan Yıldırım Tarhan (TUR) · 16-11 | Andre Ward (USA) · 15-17           | kiesett           |          |
| Igor Alborov         | Nehézsúly       |                             | Mohamed El-Sayed (EGY) · 18-+18     | kiesett                             | kiesett                            | kiesett           | 9.       |
| Rustam Saidov        | Szupernehézsúly |                             | Michel López (CUB) · 13-18          | kiesett                             | kiesett                            | kiesett           | 9.       |

RSC - a játékvezető megállította a mérkőzést

## Sportlövészet
Férfi
| Versenyző            | Versenyszám           | Selejtező | Selejtező | Döntő   | Döntő    |
| Versenyző            | Versenyszám           | Pont      | Helyezés  | Pont    | Helyezés |
| -------------------- | --------------------- | --------- | --------- | ------- | -------- |
| Vyacheslav Skoromnov | Légpuska              | 592       | 18.**     | kiesett | kiesett  |
| Vyacheslav Skoromnov | Sportpuska, fekvő     | 591       | 24.***    | kiesett | kiesett  |
| Vyacheslav Skoromnov | Sportpuska, összetett | 1161      | 12.*      | kiesett | kiesett  |

Női
| Versenyző        | Versenyszám           | Selejtező | Selejtező | Döntő   | Döntő    |
| Versenyző        | Versenyszám           | Pont      | Helyezés  | Pont    | Helyezés |
| ---------------- | --------------------- | --------- | --------- | ------- | -------- |
| Alyona Aksyonova | Légpuska              | 384       | 40.       | kiesett | kiesett  |
| Alyona Aksyonova | Sportpuska, összetett | 562       | 29.       | kiesett | kiesett  |

* - két másik versenyzővel azonos eredményt ért el

** - három másik versenyzővel azonos eredményt ért el

*** - hét másik versenyzővel azonos eredményt ért el

## Súlyemelés
Férfi
| Versenyző        | Versenyszám | Szakítás | Szakítás | Lökés    | Lökés    | Összesen | Helyezés |
| Versenyző        | Versenyszám | Eredmény | Helyezés | Eredmény | Helyezés | Összesen | Helyezés |
| ---------------- | ----------- | -------- | -------- | -------- | -------- | -------- | -------- |
| Furkat Saidov    | 94 kg       | 145,0    | 21.      | 175,0    | 18.      | 320,0    | 18.      |
| Aleksandr Urinov | 105 kg      | 185,0    | 8.*      | 215,0    | 9.*      | 400,0    | 8.       |
| Igor Khalilov    | +105 kg     | 187,5    | 11.      | 232,5    | 8.       | 420,0    | 9.       |

* - két másik versenyzővel azonos eredményt ért el

## Taekwondo
Női
| Versenyző           | Versenyszám | Nyolcaddöntő              | Negyeddöntő                    | Elődöntő          | Vigaszág első kör | Vigaszág elődöntő | Bronz- mérkőzés   | Döntő             | Helyezés |
| Versenyző           | Versenyszám | Ellenfél Eredmény         | Ellenfél Eredmény              | Ellenfél Eredmény | Ellenfél Eredmény | Ellenfél Eredmény | Ellenfél Eredmény | Ellenfél Eredmény | Helyezés |
| ------------------- | ----------- | ------------------------- | ------------------------------ | ----------------- | ----------------- | ----------------- | ----------------- | ----------------- | -------- |
| Irina Kaydashova    | Pehelysúly  |                           | Iridia Salazar (MEX) · 7-7 SUP | kiesett           |                   |                   |                   |                   | 9.       |
| Nataliya Mikryukova | Nehézsúly   | Laurence Rase (BEL) · 6-9 | kiesett                        | kiesett           |                   |                   |                   |                   | 11.      |

SUP - döntő fölény

## Torna
Női
| Versenyző          | Versenyszám      | Selejtező | Selejtező | Döntő    | Döntő    |
| Versenyző          | Versenyszám      | Pontszám  | Helyezés  | Pontszám | Helyezés |
| ------------------ | ---------------- | --------- | --------- | -------- | -------- |
| Oksana Chusovitina | Ugrás            | 8,800     | 23.       | kiesett  | kiesett  |
| Oksana Chusovitina | Egyéni összetett | 8,675     | 97.       | kiesett  | kiesett  |

### Trambulin
| Versenyző        | Versenyszám | Selejtező | Selejtező | Döntő    | Döntő    |
| Versenyző        | Versenyszám | Pontszám  | Helyezés  | Pontszám | Helyezés |
| ---------------- | ----------- | --------- | --------- | -------- | -------- |
| Yekaterina Xilko | Női         | 61,6      | 11.       | kiesett  | kiesett  |

## Úszás
Férfi
| Versenyző          | Versenyszám    | Előfutam | Előfutam | Előfutam | Elődöntő | Elődöntő | Elődöntő | Döntő   | Döntő    |
| Versenyző          | Versenyszám    | Idő      | Hely.    | Össz.    | Idő      | Hely.    | Össz.    | Idő     | Helyezés |
| ------------------ | -------------- | -------- | -------- | -------- | -------- | -------- | -------- | ------- | -------- |
| Ravil Nachayev     | 50 m gyors     | 23,23    | 1.       | 36.*     | kiesett  | kiesett  | kiesett  | kiesett | kiesett  |
| Aleksandr Agafonov | 100 m gyors    | 52,92    | 4.       | 57.      | kiesett  | kiesett  | kiesett  | kiesett | kiesett  |
| Pyotr Vasilyev     | 200 m gyors    | 1:56,93  | 8.       | 57.      | kiesett  | kiesett  | kiesett  | kiesett | kiesett  |
| Sergey Tsoy        | 400 m gyors    | 4:16,91  | 6.       | 45.      | kiesett  | kiesett  | kiesett  | kiesett | kiesett  |
| Danil Bugakov      | 100 m hát      | 1:02,28  | 8.       | 43.      | kiesett  | kiesett  | kiesett  | kiesett | kiesett  |
| Oleg Sidorov       | 100 m mell     | 1:08,30  | 8.       | 56.      | kiesett  | kiesett  | kiesett  | kiesett | kiesett  |
| Andrey Morkovin    | 200 m mell     | 2:18,48  | 5.       | 34.      | kiesett  | kiesett  | kiesett  | kiesett | kiesett  |
| Oleg Lyashko       | 100 m pillangó | 55,90    | 2.       | 46.      | kiesett  | kiesett  | kiesett  | kiesett | kiesett  |
| Sergey Pankov      | 200 m pillangó | 2:13,06  | 7.       | 39.      | kiesett  | kiesett  | kiesett  | kiesett | kiesett  |
| Oleg Pukhnaty      | 200 m vegyes   | 2:08,24  | 5.       | 42.      | kiesett  | kiesett  | kiesett  | kiesett | kiesett  |
| Nikita Polyakov    | 400 m vegyes   | 5:09,66  | 4.       | 36.      |          |          |          | kiesett | kiesett  |

Női
| Versenyző         | Versenyszám    | Előfutam | Előfutam | Előfutam | Elődöntő | Elődöntő | Elődöntő | Döntő   | Döntő    |
| Versenyző         | Versenyszám    | Idő      | Hely.    | Össz.    | Idő      | Hely.    | Össz.    | Idő     | Helyezés |
| ----------------- | -------------- | -------- | -------- | -------- | -------- | -------- | -------- | ------- | -------- |
| Irina Shlemova    | 100 m gyors    | 59,21    | 6.       | 45.      | kiesett  | kiesett  | kiesett  | kiesett | kiesett  |
| Olga Gnedovskaya  | 100 m hát      | 1:15,33  | 7.       | 41.      | kiesett  | kiesett  | kiesett  | kiesett | kiesett  |
| Saida Iskandarova | 200 m hát      | 2:26,17  | 3.       | 32.      | kiesett  | kiesett  | kiesett  | kiesett | kiesett  |
| Mariya Bugakova   | 100 m pillangó | 1:07,08  | 5.       | 37.      | kiesett  | kiesett  | kiesett  | kiesett | kiesett  |

* - két másik versenyzővel azonos időt ért el